# Ленинский округ (Иркутск)
Ле́нинский администрати́вный о́круг — территориальная единица города Иркутска. Образован 03 ноября 1920 года. Территория округа составляет 10 370 га, в том числе 90 га занимает территория парков.
Административное управление округом осуществляет комитет по управлению Ленинским округом администрации г. Иркутска, действующий на основании распоряжения мэра города от 30.04.2006 г. № 031-10-506/6 «Об утверждении Положения о Комитете по управлению округом администрации г. Иркутска». Председатель комитета — Коноваленко Виктор Андреевич.

## История

### XVII в. — начало XIX в. Первое заселение территории: посёлок Жилкино

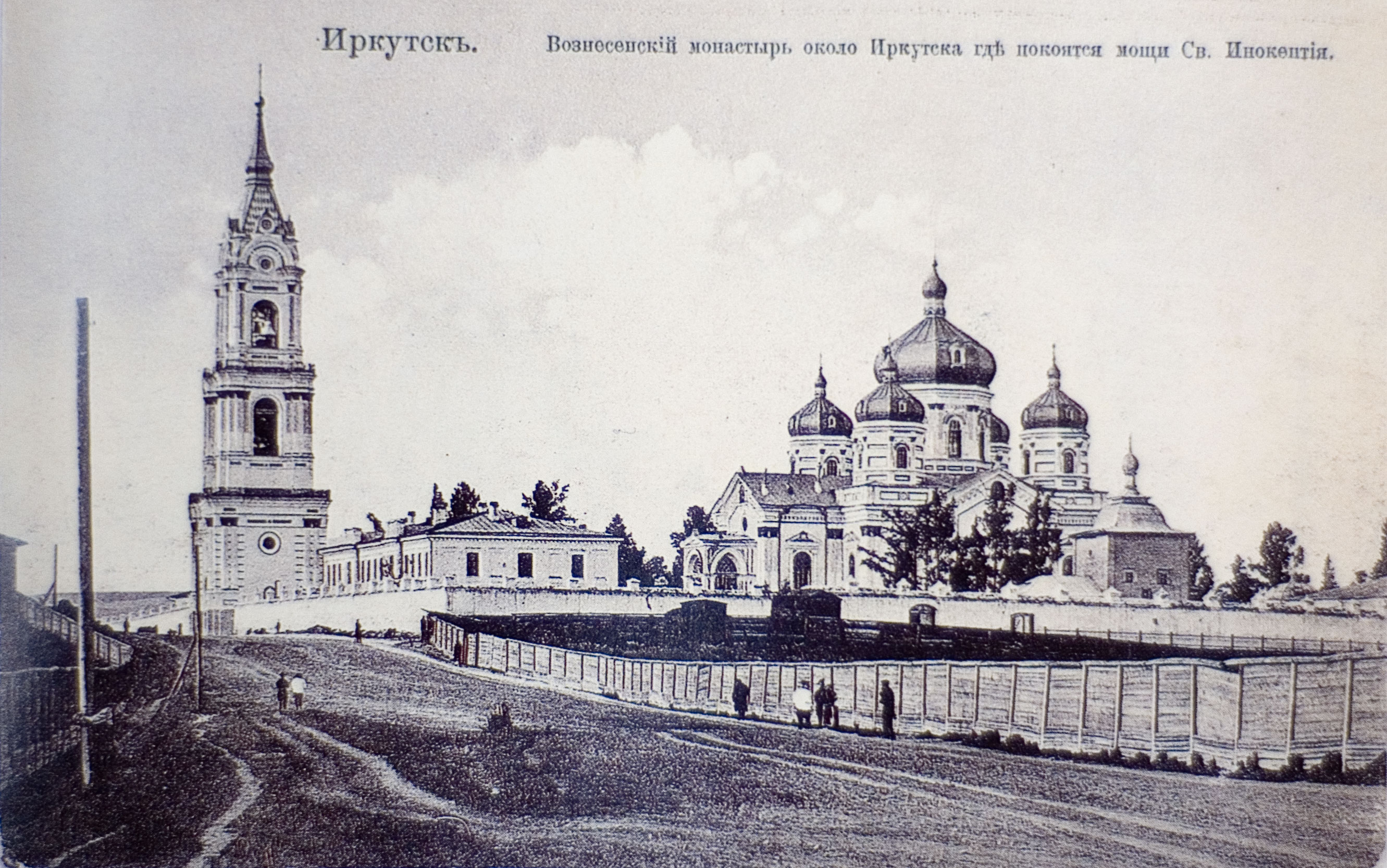
Вознесенский монастырь

Первой постройкой нынешней территории Ленинского округа была деревянная церковь Вознесения Господня (1672 г.) в Жилкино. Позже церковь была перестроена в Вознесенский монастырь. Вскоре на отведённых ему землях, образовались монастырские вотчины, среди которых Жилкинская заимка, известная сейчас как Жилкино. Вознесенский монастырь стал одним из первых очагов просвещения в Сибири. На его территории работали 2 школы: для крестьянских детей и школа, где преподавали монгольский язык (1725 г.).

В Вознесенском монастыре вплоть до своей кончины проживал Иннокентий (в миру Иван Кульчицкий), епископ Иркутский и Нерчинский. Благодаря ему Иркутская православная епархия получила самостоятельный статус, а монастырь значительно поправил своё положение. В 1731 году, после смерти, епископ Иннокентий был похоронен под алтарём Тихвинской церкви. В 1805 году он был причислен к лику святых.

Монастырь стал центром для образовавшихся вокруг него деревень: Боково и Подгородно-Жилкино (ранее — Жилкинская заимка).

В 1872 году монастырь купил у жилкинских крестьян за 130 десятин земли. На этих землях монастырь разместил маслобойню, кирпичный завод, скотный двор, а на небольшой горке у источника поставил деревянную церковь и дом для монахов — скит. Церковь маленькая, скитская, не предназначалась для большого количества молящихся, а лишь для немногих отшельников Вознесенского монастыря. 27 июня 1876 года церковь была освящена. Первый иркутский епископ святитель Иннокентий, проходя в Малую Елань, любил остановиться у источника, отдохнуть на берегу небольшого озерка и помолиться. Икона святителя и сегодня украшает часовню над источником, а сам источник до сих пор называется Иннокентьевским, да и вся округа, и железнодорожная станция, получившие от новой власти новые имена, в то время носили имя святителя Иннокентия.

### XIX в. Образование посёлка Иннокентьевский
В 1894 году, во время строительства Транссибирской железнодорожной магистрали, на монастырских землях (53 га) была построена станция Иннокентьевская (ныне Иркутск-Сортировочный), названная так в честь святого Иннокентия. Возле неё возник посёлок Иннокентьевский. В нём жили преимущественно ремонтные рабочие и другой персонал, обслуживавший станцию.

27 июля 1898 года на станцию прибыл первый железнодорожный поезд. Постепенно возрастал поток поездов по Транссибу, рос и посёлок. В Иркутск ехали целыми семьями, причём не только русские крестьяне и интеллигенция, но также венгры, поляки, чехи, словаки. В 1901 году население Иннокентьевского составляло около тысячи жителей, а через четыре года — уже более 5 тысяч. В 1905 году в посёлке насчитывалось 474 двора, 7 улиц и пять переулков.

### XX в. Образование и развитие Ленинского района
В 1912 году по обе стороны железной дороги проживало около 8 тысяч человек.
В феврале 1917 года посёлки были присоединены к Иркутску и подчинены его городскому правлению.
 3 ноября 1920 года посёлок Иннокентьевский получил имя Ленина. Образовалась административная единица Ленинский район, куда вошли посёлки Жилкино, Боково, а также территория Глазковского предместья.
С конца 20-х годов близость железной дороги и судоходной Ангары создали благоприятные условия для строительства на территории посёлка Жилкино комплекса предприятий пищевой промышленности. К тому времени Вознесенский монастырь был ликвидирован, находящиеся в нём мощи Святителя Иннокентия в марте 1921 года были вывезены из Иркутска. Самые красивые постройки монастыря перестали существовать. До наших дней сохранились лишь два братских корпуса, школа, баня, ризница, библиотека и обезглавленное и перестроенное здание Успенской церкви. За годы первых социалистических пятилеток в посёлке Жилкино вступили в строй ряд действующих и поныне предприятий: мясокомбинат, мелькомбинат, мыловаренный завод, толевая фабрика (комбинат строительных материалов), в 1940 году был сдан в эксплуатацию и выдал первую продукцию комбикормовый завод.

Одно из самых крупных и значимых предприятий округа — Иркутский авиационный завод. В 1932 году Главным управлением СССР был издан приказ о строительстве нового авиазавода, расположить который было решено на территории Ленинского округа города Иркутска. В августе 1934 года завод был принят в эксплуатацию и получил название имени Сталина. В дальнейшем завод не раз менял своё название. С 2002 г. его наименование "Корпорация "Иркут". В последние годы завод осуществил ряд интересных и перспективных разработок. Его детище — самолёт СУ-30 вывел Россию в лидеры на мировом рынке авиатехники. С 2013 года ИАЗ занимается ещё и  гражданским самолетостроением. 

Иркутский авиационный завод (Иркутск-2)

Территориально округ расширился: в 1945 году был основан посёлок Вересовка, в связи с проведённым в 1953 году административным разделением к Ленинскому округу отошла территория посёлков Кирова и Горького с небольшой станцией, деревообрабатывающим комбинатом и различными базами.

Михайло-Архангельский храм

С 23 мая 1944 года Скитская церковь вновь открыта для прихожан. Сейчас она называется Михаи́ло-Арха́нгельская це́рковь, а комплекс элементов комплекса, именуемого Скит Вознесенского монастыря, является объектом культурного наследия. При храме работает Церковно-приходская школа им. Св.Софрония.
Ещё один православный храм в Новоленино был построен в 1906 году как часовня-усыпальня при больнице. После революции его закрыли, а в здании расположился морг. В 60-х годах XX века помещение заняла туберкулёзная лаборатория. А последние 15 лет памятник архитектуры стоял заброшенным. В апреле 2009 года началось восстановление Храма на средства прихожан. 9 августа 2012 года в Храме Святого Великомученика и Целителя Пантелеимона после восстановления прошла первая Божественная литургия. При храме работает Воскресная школа.
Сложились в округе и определённые культурные традиции. С середины 30-х годов при библиотеке N 5 работало литературное объединение, участниками которого были известные иркутянам поэт М. Сергеев, писатель и художник В. П. Стародумов, историки И. И. Кузнецов, В. Т. Агалаков.

### Мемориальные доски и памятники
Мемориальные памятники'''':
- Памятник машинисту Шпачеку Е. К., отдавшему жизнь за власть Советов (на территории локомотивного депо Иркутск-Сортировочный, Ново-Ленино). Памятник установлен по инициативе комсомольцев локомотивного депо и открыт 6 октября 1967 г., авторы — работники локомотивного депо С. Клименко и Н. С. Сухорученко. Памятник истории местного значения по решению облисполкома № 397 от 09.08.1966. На месте казни на сосне в роще (теперь территория стадиона «Локомотив», ул. Норильская) была установлена табличка с надписью: «Шпачек Евгений Константинович, машинист депо Иркутск-2 казнен на этом дереве за большевизм 19.07.1918 г., 34 лет».
- Мемориал работникам авиазавода, погибшим в годы В. О. В. (на территории у проходных Иркутского авиационного завода). Мемориал содержит 338 фамилий на 14 мемориальных досках из чёрного долерита.

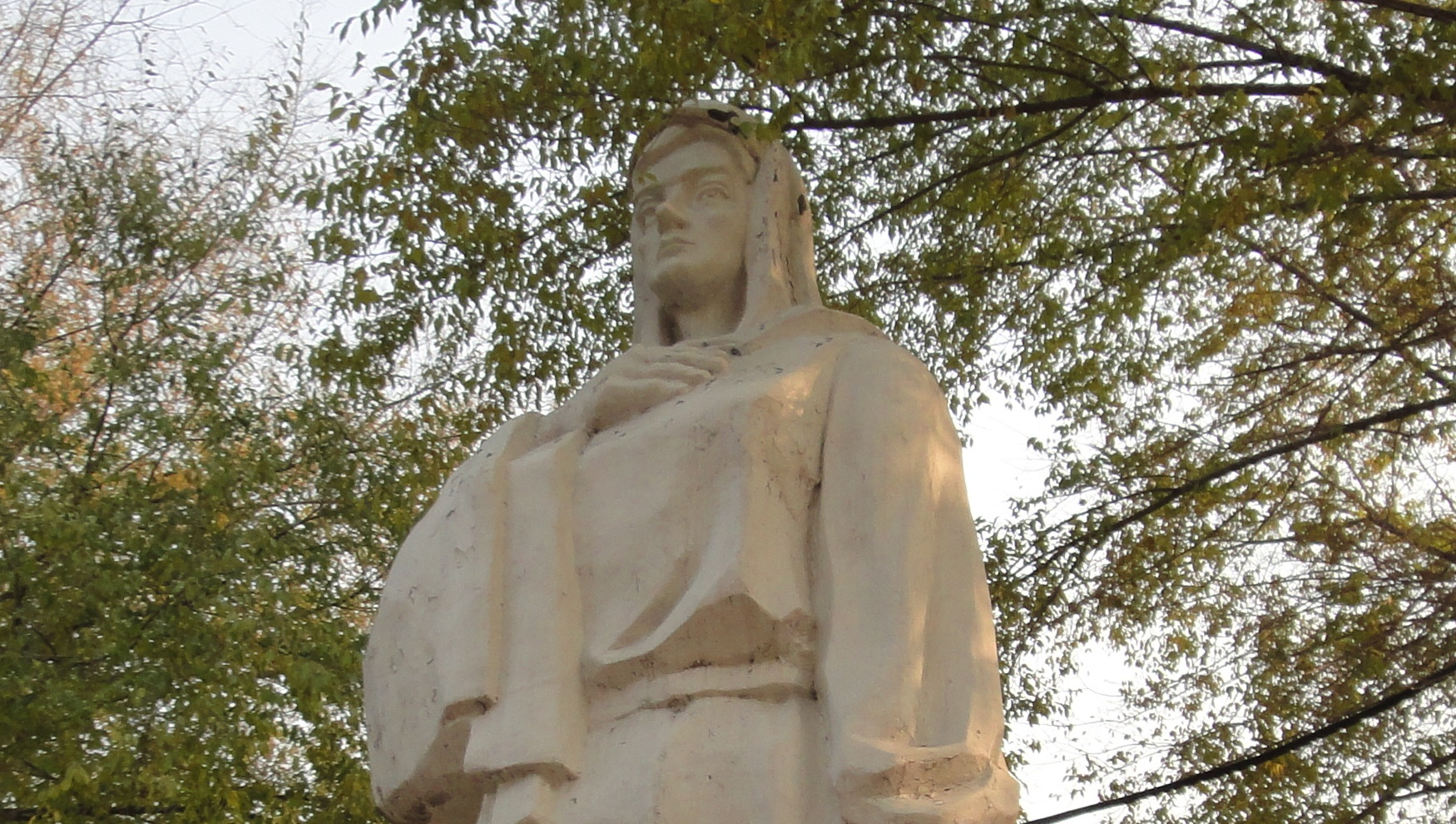
Скульптура "Родина-мать" — часть мемориала погибшим в годы ВОВ работникам локомотивного депо (Новоленино)

- Скульптура "Родина-мать" — часть мемориала погибшим в годы ВОВ работникам локомотивного депо (Новоленино)Мемориал работникам локомотивного депо, погибшим в годы В. О. В. (у здания музея истории локомотивного депо Иркутск-Сортировочный). Мемориал представляет собой скульптуру, олицетворяющую «Родину-мать», стелу с барельефами и стелу с текстом: «Никто не забыт, ничто не забыто» и макетом ордена Отечественной войны.
- Мемориал работникам мясокомбината, погибшим в годы Великой Отечественной войны (В. О. В.)(Иркутский Мясокомбинат, Жилкино)
- Мемориал евреям-иркутянам, погибшим в боях Великой Отечественной войны (сооружён и открыт 16.10.1977 г. на территории Ново-Ленинского кладбища)
- Обелиск на месте гибели лётчикам-испытателям, погибшим при исполнении служебного долга (на закрытой территории Иркутского авиационного завода)

Церковь Рождества Христова в Иркутске-2

- Церковь Рождества Христова в Иркутске-2Мемориальный комплекс на месте авиакатастрофы транспортного самолета «Руслан» при взлёте с аэродрома Иркутского авиазавода и гибели людей в посёлке авиастроителей (Иркутск-2) 6 декабря 1997 года (Церковь Рождества Христова, чёрная гранитная плита с фамилиями погибших и 72 розетками для свечей с надписью «Уходя, возвращайтесь в наши души и сердца. Вечная вам память!»)
- Памятник милиционерам, погибшим при исполнении служебного долга (в сквере у здания Иркутского отделения ВСЖД 2002 г. и у здания Иркутского линейного управления внутренних дел на транспорте 2007 г.)
- Мемориальный памятник Августу Карловичу Томсону. Установлен в 2009 году родственниками. Надпись на камне: "Этот сад основал в 1914 году и трудился по 1951 год Август Карлович Томсон (1871—1951), садовод, почётный мичуринец г. Иркутска. В саду "Томсона" росло более 350 сортов и видов яблонь, груш, смородины, рябины, винограда и других плодово-ягодных культур и декоративных растений, которые распространялись среди иркутян и высаживались на улицах города. С благодарностью внуки, правнуки и ФГУ "Россельхозцентр".

Мемориальные доски:
- Здесь жил и работал Василий Дмитриевич Федоров, выдающийся советский поэт (Иркутск-2)
- На этой площади выступал перед молодёжью Всероссийский староста М. И. Калинин (Ново-Ленино)
- Здесь работал Герой Советского Союза Жилкин Дмитрий Васильевич (Ново-Ленино)
- Здесь работал и погиб при исполнении служебного долга Алюков Шайхулла Хасаинович (Ново-Ленино)
- Здесь 9 августа 1905 года была объявлена первая стачка против самодержавия (Ново-Ленино)
- Здесь в 1918 году находился штаб Красной Гвардии и Ревкома (Иркутск-2)
- Вечно в строю. Младший сержант милиции Гнутов Геннадий Петрович (Иркутск-2)
- В июле 1976 года с балкона этого дома пел Владимир Высоцкий (Иркутск-2)
- В этом здании в период В. О. В. размещался госпиталь № 1836 (Иркутск-2)
- В 1940 году окончил ФЗУ-4 Герой Советского Союза Евстигнеев Александр Дмитриевич (Иркутск-2)
- Цуканова Мария Никитична, Жуков Василий Фролович, Романенков Николай Титович (Иркутск-2)
- Здесь работала Герой Советского Союза Цуканова Мария Никитична (Иркутск-2)
- 1954—1963 гг. на ЛИС работал Герой Советского Союза Иннокентий Васильевич Кузнецов (Иркутск-2)
- В 1949—1952 годах на ИАЗ работал Генеральный конструктор самолётов Сухой Павел Осипович (Иркутск-2)
- В этом цехе была изготовлена танковая колонна «Иркутский комсомолец» (Иркутск-2)
- В этом доме жила Ольга Исаковна Лапа (Иркутск-2)
- Здесь жил журналист, сказочник, поэт Василий Пантелеймонович Стародумов (Иркутск-2)
- В этом доме жил Почётный гражданин г. Иркутска М. Д. Пархоменко (Иркутск-2)
- В этом доме жил Герой Советского Союза Иннокентий Васильевич Кузнецов (Иркутск-2)

## Население
| 1995     | 1996     | 1997     | 1998     | 1999     | 2000     | 2001     |
| -------- | -------- | -------- | -------- | -------- | -------- | -------- |
| 141 900  | ↗143 100 | ↗144 000 | ↗144 500 | ↘144 400 | ↘143 900 | ↘143 500 |
| 2002     | 2003     | 2004     | 2005     | 2006     | 2007     | 2008     |
| ↘142 858 | ↘142 400 | ↘142 100 | ↘141 400 | ↘139 800 | ↘139 400 | ↗139 500 |
| 2009     | 2010     | 2011     | 2012     | 2013     | 2014     | 2015     |
| ↗139 507 | ↗143 804 | ↘143 768 | ↘142 724 | ↗143 944 | ↗145 652 | ↗147 336 |
| 2016     | 2017     | 2018     | 2019     | 2020     | 2021     |          |
| ↗149 260 | ↗149 462 | ↗149 872 | ↗151 210 | ↗152 773 | ↗154 805 |          |

В 2011 году население округа составило 143 720 человек (24 % иркутян), в том числе 32 400 детей и подростков и 38 505 пенсионеров. Зарегистрировано 2636 новорождённых. В округе в течение последних трёх лет отмечается самый высокий в городе уровень рождаемости — 15,5 в 2011 году. Показатель рождаемости в округе значительно превышает городской, который составил по итогам года 14,9. Уровень смертности среди проживающих в Ленинском округе составил 11,9 на тысячу населения. В городе уровень смертности в 2011 году — 12,0.

В 2010 году население округа составило 139 214 человек, в том числе 34 600 детей и подростков (25 % населения округа) и 37 307 пенсионеров (27 % населения округа), 17 078 иностранных граждан (12 % населения округа). В 2010 году на территории округа зарегистрировано 2549 новорождённых. Уровень рождаемости — 15,4 в 2010 году (в 2009 году — 16,3 на 1000 человек). Уровень рождаемости в округе превышает городской, который составил по итогам года 14,4.
Уровень смертности среди проживающих в Ленинском округе в 2010 году выше, чем в целом по городу. В 2010 году он составил 13,3 на тысячу населения (городской показатель 12,7).

## Въездной знак в Ленинский округ

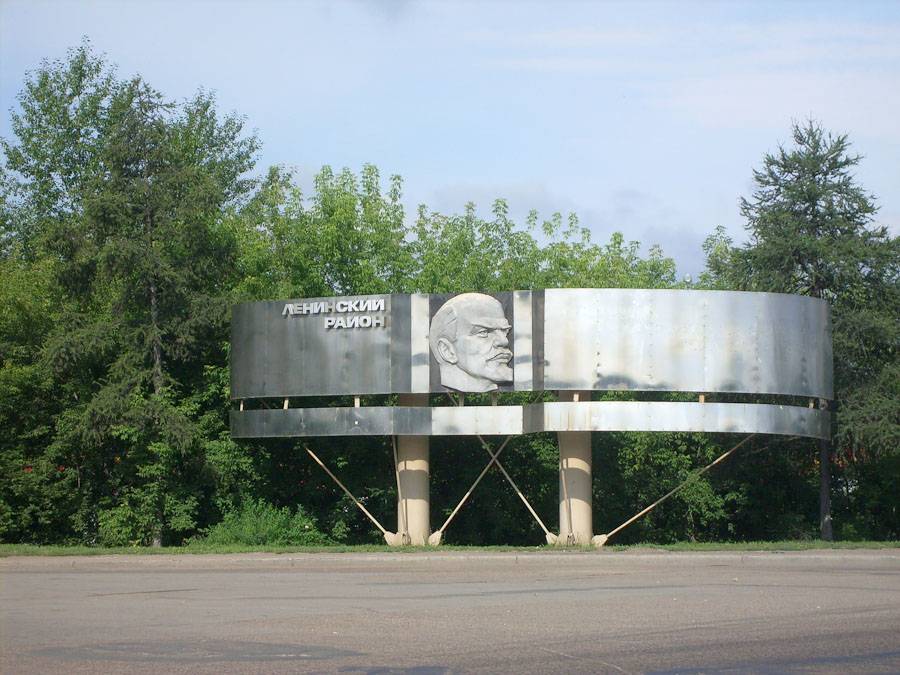
Въездной знак в Ленинский округ г. Иркутска (левая часть)

Въездной знак в Ленинский округ представляет собой монументальную композицию из двух частей: 

— левая часть с барельефом В. И. Ленина и текстом «Ленинский район», видны также остатки крепления накладных букв, образующих текст «Партия — ум, честь и совесть нашей эпохи»,

— правая часть с надписью: «Ленинский район. Основан в 1920 г.»
Автор барельефа В. И. Ленина — скульптор Е. И. Скачков.
Въездной знак находится при левобережном съезде с моста через р. Иркут (Ул. Главная Кировская).

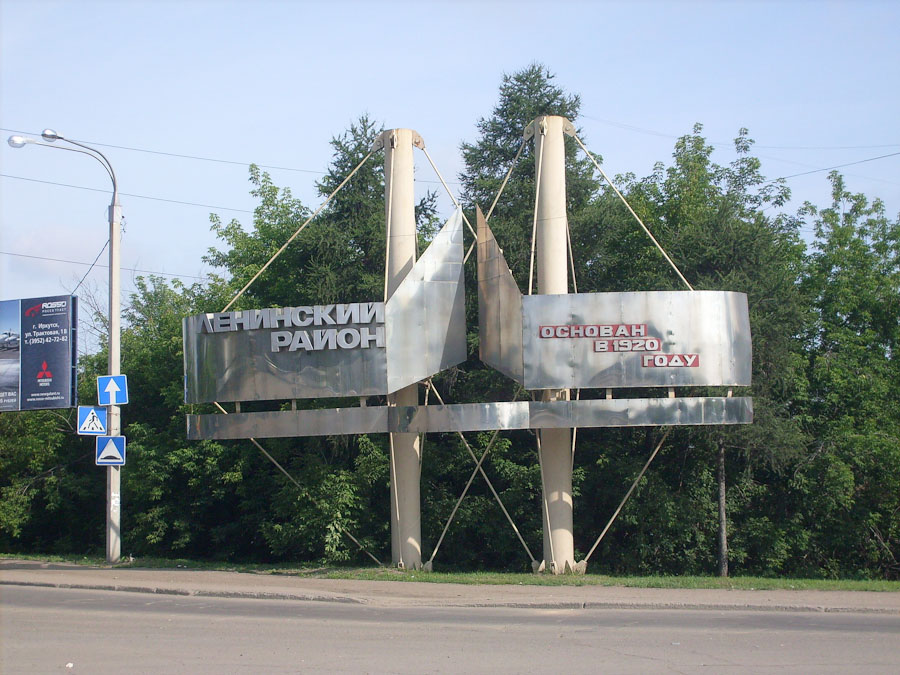
Въездной знак в Ленинский округ г. Иркутска (правая часть)

## Районы
- Батарейная
- Боково
- Вересовка
- Ермаковский
- Жилкино
- Иркутск 2
- Кирова
- Ново-Ленино
- Селиваниха

## Инфраструктура округа

### Образование
На территории округа действуют:
- 20 муниципальных бюджетных общеобразовательных учреждений (гимназия, школы); 34 дошкольных образовательных учреждения (29 — муниципальных, 4 — РЖД, 1 — Минобороны России);
- 4 учреждения среднего профессионального образования, 2 — начального профессионального образования[23].

C увеличением рождаемости и миграцией населения в новые жилые массивы Ленинского округа имеет место высокая потребность населения в услугах дошкольных образовательных учреждений.
В округе функционирует 3 учреждения дополнительного образования.
- детско-юношеская спортивная школа № 4;
- дом детского творчества № 5;
- автономное образовательное учреждение «Станция юных натуралистов».

Система дополнительного образования школ представлена 229 кружками и объединениями различной направленности, в которых занято 42,8 % обучающихся образовательных учреждений округа.

### Социально-культурные учреждения
В округе 38 социально-культурных учреждений:
- школа искусств,
- 2 музыкальные школы,
- 2 художественные школы,
- 2 дома творчества,
- 2 ведомственных учреждения культуры,
- 6 детских клубов по месту жительства,
- 2 стадиона,
- 4 больших спортивных зала,
- 3 плавательных бассейна,
- 2 парка,
- 8 библиотек,
- 4 загородных лагеря отдыха для детей.

Библиотека филиал № 5 ЦБС («Иннокентьевская библиотека», ул. Сибирских Партизан, 22) — является и библиотекой, и культурным центром округа, где проводит свои заседания Совет по культуре Ленинского округа. Именно здесь в 2000 году был создан и успешно работает Общественный музей истории и художественного творчества жителей Ленинского района. На базе музея (общественным директором которого является Бердников Н. В. — поэт, художник, общественный деятель) регулярно проходят выставки самодеятельных художников, экспозиции музея пополняются новыми работами, предметами старины, рукописями, работами самобытных поэтов, ушедших из жизни жителей округа. 

26 декабря 2011 г. в филиале МУК ЦБС г. Иркутска — библиотека № 5 состоялось открытие краеведческого центра «Наследие».

Ежегодно в округе проходит фестиваль детского литературного творчества «Иннокентьевские звездочки». 

Успешно продолжает свою работу детская общественная филармония «Сибирские роднички», организованная в 2003 году на базе музыкальных школ округа.

Центр плавания "Спартак" в Новоленино (фасад)

Школа каякинга в Центре плавания "Спартак" в Новоленино

В ноябре 2014 г. открыл свои двери МБУ Центр плавания "Спартак" в Ново-Ленино. Таким образом, в Ленинском округе стало 3 действующих плавательных бассейна. В бассейне "Спартак" действует школа каякинга.
В начале 2015 г. после капитального ремонта в Новоленино открылся культурно-досуговый центр "Россия". В досуговом центре работают кружки художественно-эстетической направленности (танцевальные, музыкальные, рисования) и спортивные секции. Люди с ограниченными возможностями также могут посещать КДЦ «Россия».

### Социальные учреждения
В округе расположено 4 социальных учреждения: 2 социально-реабилитационных центра; Дом ребёнка для сирот; ГСУ СОС СЗН Иркутской области Ново-Ленинский дом-интернат для престарелых и инвалидов.

### Здравоохранение
В округе расположено 4 учреждения здравоохранения, из них 2 муниципальных (Городская клиническая больница № 8, Медсанчасть «ИАПО»), 1 областное (Дом ребёнка № 2) и 1 — ведомственного подчинения (2-я площадка НУЗ "Дорожная клиническая больница на ст. Иркутск-Пассажирский ОАО «РЖД»).
В структуре муниципальных учреждений здравоохранения округа функционируют 2 взрослые поликлиники, 2 женские консультации, 2 детские поликлиники. В течение 2014—2015 гг. в связи со значительным демографическим приростом и жилищной застройкой в Новоленино идёт строительство новой детской поликлиники площадью 13,5 тыс. м², открытие которой запланировано на конец 2015 года.
В поликлиниках округа продолжают работу школы для больных артериальной гипертонией, сахарным диабетом, бронхиальной астмой, остеопорозом, где занятия проводят подготовленные специалисты, которые обучают больных пользоваться индивидуальными приборами контроля артериального давления и уровня сахара, пикфлуометрами, подбирают адекватную базисную терапию. В МУЗ ГКБ № 8 работает также «Школа активного долголетия», где проводятся оздоровительные мероприятия для пожилых людей.
В городской клинической больнице № 8 функционирует «Центр Здоровья», созданный в рамках национального проекта «Здоровье». Основной целью деятельности этого центра является сохранение индивидуального здоровья граждан и формирование у них здорового образа жизни.
В декабре 2010 года на базе Городской клинической больницы № 8 при участии Детского фонда ВОЗ (ЮНИСЕФ), Министерства здравоохранения Иркутской области и Департамента здравоохранения и социальной помощи населению в рамках проекта «Клиники, дружественные к молодёжи» открыта клиника для работы с подростками и молодёжью города Иркутска. В клинике оказывается комплексная медико-психолого-социальная помощь по проблемам сохранения здоровья, обусловленным спецификой подросткового возраста.
В декабре 2010 г. при поддержке Министерства здравоохранения Иркутской области и Департамента здравоохранения и социальной помощи населению администрации г. Иркутска на базе МУЗ «Городская клиническая больница № 8» открылся Центр здоровья для детского населения Ленинского округа. В Центре здоровья бесплатно на основе современных технологий и оборудования проводится обследование детей и подростков.

### Потребительский рынок

Торговый центр в Новоленино

В 2011 году на территории Ленинского округа г. Иркутска действовало 9 торговых центров; 2 розничных рынка; 172 магазина, в том числе 105 продовольственных; 265 временных торговых сооружений, в том числе 89 киосков, 170 павильонов, 6 остановочных комплексов; 92 объекта развозной и разносной мелкорозничной торговли.
В Ленинском округе достаточно развиты сетевые структуры, всего на территории округа функционирует 13 супермаркетов и 4 гипермаркета.
В 2010 году в Ленинском округе г. Иркутска действовало 165 магазинов (107 продовольственных и 58 непродовольственных), 123 киоска и 174 павильона, 8 торговых центров, 5 розничных рынков, 67 объектов развозной и разносной мелкорозничной торговли.

### Предприятия пищевой и перерабатывающей промышленности
На территории Ленинского округа расположены следующие предприятия пищевой и перерабатывающей промышленности:
- ОАО "Мясокомбинат «Иркутский». Основными рынками сбыта для продукции ОАО "Мясокомбинат «Иркутский» являются город Иркутск и Иркутская область. Также продукция мясокомбината реализуется в Улан-Удэ.
- ОАО «Иркутская маслосырбаза». Маслосырбаза производит плавленные сыры, а также освоила производство натурального сливочного масла, сливочно-растительных спредов. ОАО «Иркутская маслосырбаза» реализует свою продукцию в городах Иркутской области, а также в городе Улан-Удэ.[21]

### Общественные организации
В Ленинском округе действует 60 общественных организаций: общественное движение «Женсовет» Ленинского округа, общество многодетных, Иркутская Городская Общественная организация инвалидов «Сиб-Юнити», Ленинская окружная бщественная организация ветеранов войны, труда, вооружённых сил и правоохранительных органов (объединяет 34 первичные ветеранские организации), филиалы обществ слепых и глухих, организация «Матери против наркомании», Общественный центр культуры, детский творческий оздоровительно-спортивный центр «Восток», общественный музей истории и культуры округа, литературное объединение «Парус», детская филармония «Сибирские роднички», историко-художественный музей при библиотеки № 5 — филиал МУК ЦБС, народная Академия ремёсел, Иркутское региональное отделение Международной общественной организации инвалидов «Стеллариум», Отделение союза пенсионеров Ленинского округа, 10 Советов общественности при пунктах охраны общественного порядка.

В декабре 2011 года на территории округа по инициативе жителей создан Совет отцов и Молодёжная мэрия.

### Бытовое обслуживание
На начало 2011 года количество организаций в округе, оказывающих бытовые услуги стационарно составило 200, или 16,3 % от общего количества в городе. Численность, занятых в бытовом обслуживании с учётом предпринимателей, составляет 917 человек или 14 % от общего числа, занятых в отрасли города.
В округе в широком ассортименте представлены такие виды бытовых услуг, как ремонт обуви, парикмахерские, услуги химчистки, ремонт и техническое обслуживание автотранспортных средств, ритуальные. При этом жители округа недостаточно обеспечены социально значимыми видами услуг по ремонту сложнобытовой техники, телерадиоаппаратуры и фотоуслугами. Недостаточное количество стационарных точек по ремонту сложнобытовой техники и телерадиоаппаратуры компенсируется оказанием этих услуг населению округа в форме выездного обслуживания индивидуальными предпринимателями.
Для обеспечения населения доступными по цене услугами в МУП «Бытовик» г. Иркутска организовано обслуживание малообеспеченных горожан из числа пенсионеров, инвалидов, детей, учащихся, студентов, безработных парикмахерскими услугами по социально низким ценам.

### Общественное питание
На 01.01.2010 г. в округе насчитывалось 129 предприятий общественного питания с общим числом посадочных мест — 4957, из них 4 ресторана, 28 кафе, 20 баров, 10 закусочных, 44 столовые при промышленных предприятиях, образовательных учреждениях, организациях, прочих предприятий (кафетерии, буфеты, отделы кулинарии в магазинах, цеха) — 23. Численность занятых составляет 1360 человек. На Ленинский округ приходится 16 % процентов от общего числа занятых в отрасли общественного питания города.

### Транспорт

Общественный муниципальный транспорт

Ленинский округ охватывает 27 муниципальных и коммерческих автобусных маршрутов, 4 железнодорожные остановки электропоездов. Иного общественного транспорта (трамваев, троллейбусов) в Ленинском округе нет, хотя прокладка линий электротранспорта запланирована по генплану.
Через Ново-Ленино пролегает федеральная трасса Р255. Это основная магистраль движения транспорта, связывающая близлежащие города и посёлки Мегет, Ангарск, Усолье Сибирское. Трасса обеспечивает проезд транзитного транспорта в Бурятию через город, общественного транспорта городов Братск, Усть Илимск. С правой стороны по движению в Иркутск расположены коттеджи, с левой стороны — автостоянка личного транспорта и спецтехники, ГКБ № 8. В 2011 году на данном участке трассы проведён капитальный ремонт с заменой труб, кюветов, откосов, установкой опор освещения и светофоров.

## Преступность и правопорядок
За 2010 год на территории Ленинского округа совершено 1476 преступлений, за 2009 год — 1888, из них раскрыто 343 преступления по линии милиции общественной безопасности. За 2010 год совершено 84 преступления на бытовой почве.

В ходе работы участковыми уполномоченными было рассмотрено 14509 (в 2009 г. — 10045) заявлений и сообщений граждан, из них вынесено 8686 (в 2009 г. — 6443) постановлений об отказе в возбуждении уголовного дела, возбуждено 833 уголовных дела (в 2009 г. — 936). УУМ раскрыто 221 преступление (в 2009 г. — 222), выявлено 2317 административных правонарушений (в 2009 г. — 2216). 

На учёте состоит 3088 владельцев оружия, из них проверено — 1486, выявлено нарушений и составлено 112 административных протокола, изъято 112 единиц оружия. Раскрыто 1 преступление, связанное с незаконным оборотом оружия.

За 2010 год по району зарегистрировано: 243 квартирных кражи (в 2009 г. — 228); 26 грабежей (в 2009 г. — 25), 8 разбойных нападений (в 2009 г. — 8). 

За 2010 год зарегистрировано 66 краж автотранспортных средств (в 2009 г. — 99), 32 угона АМТ (в 2009 г. — 28), раскрыто 5 краж (в 2009 г. — 9), раскрыто 11 угонов (в 2009 г. — 16).
На территории Ленинского округа действует 11 пунктов охраны общественного порядка (ПООП) с учётом численности населения, зарегистрированного на территории обслуживания ПООП, особенностей территории, наличием социальных объектов и мест, имеющих наиболее сложную оперативную обстановку, а также муниципальные народные дружины.

За 2010 год на пункты охраны общественного порядка по различным вопросам обратилось 2905 граждан, по данным обращениям принято мер административного воздействия — 718, иных мер — 1175, возбуждено 14 уголовных дел. Членами муниципальной народной дружины было проведено 445 рейдов и профилактических отработок, за правонарушения задержано 1069 граждан, осуществлено 4629 проверок лиц, состоящих на учётах ПООП.
Прокуратурой района применяется весь комплекс мер прокурорского реагирования на выявляемые нарушения в сфере охраны труда, в сфере закупки и оборота лекарственных средств, в сфере жилищного законодательства, в образовательных учреждениях и по другим направлениям.

## Природная среда

Ново-Ленинский озерно-болотный комплекс

### Новоленинский озерно-болотный комплекс
На территории Ленинского округа находится Ново-Ленинский озёрно-болотный комплекс. Уникальная природная территория в черте города Иркутска, место отдыха и гнездования перелётных птиц. Ежегодно на Ново-Ленинских болотах останавливается несколько тысяч особей водоплавающих перелётных птиц. Через территорию Иркутска кочуют такие редкие для Приангарья птицы, как серая цапля, большой кроншнеп, огарь, и занесённые в международную и российскую Красные книги — чёрный аист, кречет, сапсан, балобан, степной орёл. Помимо птиц, в водоёме обитает огромная колония ондатры. Ново-ленинские болота — место обитания карасей.
За минувшие годы озёрно-болотный комплекс утратил большую часть своей уникальной орнитофауны. Многократные попытки создать здесь городской заказник (инициировались иркутским отделением Всероссийского общества охраны природы с 1980-х гг.) многие годы ни к чему не приводили. Лишь в 2019 года территории присвоен статус особо охраняемой природной территории местного значения.

### Сад Томсона

Реликтовое дерево посажено Августом Томсоном 100 лет назад

В период с 1914 по 1950-е гг. на территории нынешнего Новоленино был разведён сад уроженцем Латвии, переселённым в Сибирь в 1908 году, Августом Карловичем Томсоном. Самого Томсона называли пионером садоводства и «сибирским мичуринцем». В 1938 году, в период расцвета, в саду насчитывалось 230 сортов и разновидностей яблонь, 77 видов других плодовых деревьев и кустарников, 47 видов декоративных растений. Август Томсон каким-то чудом смог вырастить в своей оранжерее даже уникальные японские лилии. В саду Томсона иркутяне впервые увидели такие диковинки, как лимоны, апельсины, мандарины и фейхоа. Благодаря этому человеку в Иркутске появились клёны и ясени. Адаптация теплолюбивых деревьев и кустарников к суровому климату Сибири стала главной целью Томсона. Постепенно сад Томсона стал школой для садоводов Восточной Сибири, на его территории проводились конференции, выставки, встречи и экскурсионные занятия. В 1938 году Томсон решил подарить свой сад государству. Вскоре после смерти Августа Карловича на глазах у членов его семьи бульдозером снесли построенный Томсоном дом. С землёй сравняли и уникальные оранжереи и теплицы. В 1991 году территория сада была отведена для восстановления областному совету Всероссийского общества охраны природы. Но сад не был восстановлен ввиду отсутствия средств. По инициативе Августы Ефимовны Амбросовой, жены внука Томсона, в 2009 году был установлен мемориальный обелиск Августу Томсону.
В Новоленино одна из магистральных улиц названа в честь Августа Томсона, а рядом проходят улица и переулок имени известного селекционера, доктора биологических наук И. В. Мичурина.